# لوسی ایگنس
لوسی ایگنس (انگلیسی: Lucie Ignace؛ زادهٔ ۱۶ دسامبر ۱۹۹۲) کاراته‌کا اهل فرانسه است.
وی در مسابقات کاراته قهرمانی جهان ۲۰۱۲ در پاریس توانست مدال طلا وزن ۵۵ کیلوگرم را به‌دست آورد. وی همچنین در بازی‌های اروپایی ۲۰۱۵ در باکو به مدال طلای وزن ۶۱ کیلوگرم دست‌یافت.